# Токатеппа
Токатеппа́ (тадж. Тоқатеппа) — село у складі Хатлонської області Таджикистану. Входить до складу Даханського джамоату Кулобського району.
Назва означає одинока сопка. Колишня назва — Токакаппа.
Населення — 1648 осіб (2010; 1626 в 2009).